# Майкъл Пейлин
Майкъл Едуард Пейлин (на английски: Michael Edward Palin) е британски комедиант. Той е известен като член на Монти Пайтън, където обикновено играе роли на маниакално ентусиазирани хора (като дърваря в скеча Lumberjack Song) или обратно, напълно спокойни персонажи.
Следвал е история в Оксфордския университет.
След Монти Пайтън, Пейлин си партнира с Тери Джоунс. Заедно с Джон Клийз участва във филмите „Риба, наречена Уанда“ и „Fierce Creatures“. Играе и във филма Бразилия на друг член на Монти Пайтън – Тери Гилиъм.

## Документални филми
Първият документален филм на Пейлин е част от поредицата на ББС „Великите железопътни пътешествия“ – където той пътува из цяла Великобритания посредством влак.
От 1989 година той се появява като водещ в серия от документални филми за пътувания по света, продуцирани от ББС:
- Майкъл Палин: Около света за 80 дни (1989) – следвайки стъпките на Филиъс Фог от романа на Жул Верн, без да използва самолет;
- От полюс до полюс (1992) – пътуване от Северния до Южния полюс;
- Пълен кръг с Майкъл Пейлин (1997) – плава около земите на Тихия океан, обратно на часовниковата стрелка, и изминава около 80 000 км;
- Майкъл Пейлин: Приключението на Хемингуей (1999) – следвайки стъпките на Ърнест Хемингуей през САЩ, Европа, Африка и Карибите;
- Сахара с Майкъл Пейлин (2002)
- Хималаите с Майкъл Пейлин (2004)
- Майкъл Палин: Нова Европа (2007) – той посещава 20 държави от Източна Европа, включително и България

### Книги за пътешествия
- Around the World in 80 Days (1989) ISBN 0-563-20826-0
Около света за 80 дни, изд. Вакон, София, 2014
- Pole to Pole (1992) ISBN 0-563-37065-3
- Full Circle (1997) ISBN 0-563-37121-8
- Michael Palin's Hemingway Adventure (1999) ISBN 0-297-82528-3
По стъпките на Хемингуей, изд. Вакон, София, 2014
- Sahara (2002) ISBN 0-297-84303-6
Сахара, изд. Вакон, София, 2011
- Himalaya (2004) ISBN 0-297-84371-0
Хималаите, изд. Изток-Запад, София, 2005
- New Europe (2007) ISBN 0-297-84449-0
Нова Европа, изд. Вакон, София, 2009
- Brazil (2012) ISBN 0-297-86626-5
- North Korea Journal (2019) ISBN 978-1786331908
Дневник от Северна Корея, изд. Вакон, София, 2022
- Into Iraq (2022) ISBN 978-1529153118

### Автобиография (съавтор)
- The Pythons. Autobiography by The Pythons (2003) ISBN 0-7528-5293-0

### Дневници
- Diaries 1969–1979. 2006. ISBN 0-297-84436-9
- Diaries 1980–1988: Halfway to Hollywood – The Film Years. London, Weidenfeld & Nicolson. 2009. ISBN 978-0-297-84440-2

### Белетристика
- Hemingway’s chair (1995) ISBN 0-7493-1930-5
- Bert Fegg’s Nasty Book for Boys and Girls w/Terry Jones, illus Martin Honeysett, Frank Bellamy et al. (1974) ISBN 0-413-32740-X
- Dr Fegg’s Encyclopaedia of all world knowledge (1984) (expanded reprint of the above, with Terry Jones and Martin Honeysett) ISBN 0-87226-005-4

### Книги за деца
- Small Harry and the Toothache Pills (1982) ISBN 0-416-23690-1
- Limerics or The Limerick Book (1985) ISBN 0-09-161540-2
- Cyril and the House of Commons (1986) ISBN 1-85145-078-5
- Cyril and the Dinner Party (1986) ISBN 1-85145-069-6
- The Mirrorstone with Alan Lee and Richard Seymour (1986) ISBN 0-224-02408-6

### Пиеси
- The Weekend (1994) ISBN 0-413-68940-9